# Christina Schweinberger
Christina Schweinberger (* 29. Oktober 1996 in Jenbach) ist eine österreichische Radrennfahrerin.

## Sportliche Laufbahn
Schweinberger nahm als Juniorin 2014 an den Europäischen Meisterschaften teil und belegte den 40. Platz im Straßenrennen. Seit ihrem Wechsel zu den Erwachsenen zum Saisonbeginn 2015 ist sie im internationalen Eliteradsport aktiv.
Im Jahr 2020 wurde Schweinberger österreichische Vizemeisterin im Einzelzeitfahren und erzielte als 21. der Madrid Challenge ihr erstes bedeutendes internationales Resultat. 2021 wurde sie u. a. Zweite beim Grote Prijs Beerens und Vierte bei Binche–Chimay–Binche.
Zur Saisonmitte 2022 wechselte Schweinberger zum Team Plantur-Pura, welches zur Saison 2023 unter dem Namen Fenix-Deceuninck eine Lizenz als UCI Women’s WorldTeam erhielt. Sie wurde zweifache österreichische Staatsmeisterin im Straßenrennen und im Einzelzeitfahren. Außerdem gewann sie das Zeitfahren des Etappenrennens Gracia Orlová, bei dem sie Dritte der Gesamtwertung wurde. Im Dwars Door het Hageland erreichte sie, weniger als eine Sekunde hinter der Siegerin, den zweiten Platz.
In der Saison 2023 platzierte sich Schweinberger erstmals auf vorderen Plätzen in Rennen der UCI Women’s WorldTour: Sie wurde jeweils Achte des Omloop Het Nieuwsblad und des Classic Brugge-De Panne, Fünfte bei Gent–Wevelgem und 15. bei Paris-Roubaix. Bei den Weltmeisterschaften 2023 gewann sie im Einzelzeitfahren die Bronzemedaille, womit sie Österreich einen zusätzlichen Platz bei den Olympischen Sommerspielen 2024 in Paris verschaffte. Auch bei den Europameisterschaften einen Monat später wurde sie Dritte im Einzelzeitfahren.
2024 wurde Schweinberger vom österreichischen Verband für die Olympischen Spiele nominiert. Dort belegte sie im Einzelzeitfahren den zehnten Rang.

## Ehrungen
2023 und 2024 wurde Christina Schweinberger zur österreichischen Radsportlerin des Jahres gewählt.

## Familie und persönliches Leben
Christina Schweinbergers Zwillingsschwester Kathrin ist ebenfalls Radrennfahrerin. Vor dem Beginn ihrer Radsportkarriere waren beide im Skisport aktiv und dort im Tiroler Landeskader. Zum Ausgleich betrieben sie Judo, Duathlon und Straßenradsport.
Christina Schweinberger hat eine Lehre zur Chemielabortechnikerin absolviert und legte die Berufsreifeprüfung per Abendschule ab. Vor der Lehrabschlussprüfung neben dem Ausdauer-Radtraining hat sie sich zu wenig Zeit für Regeneration genommen und sich eine Herzmuskelentzündung zugezogen, die monatelanges Auskurieren brauchte. Sie studiert (Stand 2022) an der Universität Innsbruck Wirtschaftsrecht und wird beim Vereinbaren von Studium und Leistungssport durch das Studienförderprogramm SLS von KADA unterstützt.

## Erfolge
2022
- eine Etappe Gracia Orlová
- Österreichische Meisterin – Einzelzeitfahren, Straßenrennen

 2023
- Weltmeisterschaft – Einzelzeitfahren
- Europameisterschaft – Einzelzeitfahren

2024
- Europameisterschaften – Einzelzeitfahren

## Weltmeisterschafts-Platzierungen
| Weltmeisterschaft        | 2021 | 2022 | 2023 |
| ------------------------ | ---- | ---- | ---- |
| StraßenrennenStraße      | 104  | –    | 5    |
| EinzelzeitfahrenEZF      | –    | –    | 3    |
| MannschaftszeitfahrenMZF | 12   | –    | 9    |